# Baseball Softball Club Arezzo
Il Baseball Softball Club Arezzo è la squadra di baseball di Arezzo, militante nella Serie B federale del campionato italiano di baseball, con la denominazione Arezzo Baseball. Vanta inoltre altre 5 partecipazioni in Serie A negli anni 2000. Ha vinto lo scudetto nel 2011.

## Timeline BSC Arezzo
1974 Costituzione del primo nucleo di atleti nato dall’unione spontanea di alcuni giovani appassionati di questo sport che iniziano a giocare a Baseball, in zone diverse della città.
1975 Affiliazione alla Federazione Italiana Baseball e Softball e partecipazione al primo campionato ufficiale Under 18.
1978 Nascita del settore femminile che partecipa al campionato nazionale di serie C2. La Società diventa Baseball Softball Club Arezzo (BSC Arezzo).
1985 Promozione prima squadra Softball in serie B.
1987 Promozione prima squadra Softball in serie A2.
1990 Ammissione della prima squadra di Softball alla serie A1. Viene inaugurato lo stadio del Baseball ad Arezzo.
1991 Promozione prima squadra Baseball in serie C1. La Società abbandona per problemi finanziari il Softball.
2000 Promozione prima squadra Baseball in serie B.
2001 Ricostruzione, dopo 10 anni, del settore femminile.
2008 Promozione prima squadra Baseball in serie A.
2010 Promozione prima squadra Softball in serie A2.
2011 La prima squadra di Baseball si aggiudica il titolo di Campione d’Italia e la squadra Under 21 di Softball si aggiudica il titolo di Campione d’Italia.
2012 La prima squadra maschile Baseball viene fermata in semifinale e non può difendere il titolo conquistato l’anno precedente. Stesso risultato per la squadra Under 21 Softball, che non riesce ad accedere alle finali scudetto.
2013 La prima squadra maschile di Baseball, formata esclusivamente da giovani atleti provenienti dal vivaio, riparte dalla serie C e disputa un onorevole campionato. La squadra femminile di Softball vince il proprio girone del campionato di A2, ma non riesce a centrare l’impresa della promozione nella massima serie.
2023 La prima squadra di baseball (Serie C), vince il proprio girone e accede ai playoff per la Serie B.
2023 Promozione prima squadra Baseball in Serie B stagione 2023/24.

## Cronistoria presenze in Serie A
Da quando la Serie A di baseball disputa i play-off.
| 00 | 01 | 02 | 03 | 04 | 05 | 06 | 07 | 08 | 09 | 10 |
| -- | -- | -- | -- | -- | -- | -- | -- | -- | -- | -- |
| 9  | 8  | 7  | 8  | 9  | -  | -  | -  | -  | -  | -  |